# Erich Irlstorfer
Erich Irlstorfer (né le 26 mai 1970) est un homme politique allemand membre du parti Union chrétienne-sociale en Bavière. Il est élu au Bundestag, à la suite des élections de 2013.